# Makariv
Makariv (en ukrainien : Макарів) ou Makarov (en russe : Макаров) est une commune urbaine de l'oblast de Kiev, en Ukraine. Sa population s'élevait à ≈15 000 habitants en 2024.

## Géographie
Makariv est arrosée par la rivière Zdvij, un affluent droit de la Teteriv, dans le bassin du Dniepr. Elle est située à 46 km à l'ouest de Kiev.

## Histoire
Le village de Makariv a été fondé en 1556. Son origine est liée à une famille de magnats lituanien, dont l'un des frères, Makar, s'installa dans le village qui prit par la suite son nom.
Pendant la Seconde Guerre mondiale, il fut occupé par l'Allemagne nazie du 10 juillet 1941 au 8 novembre 1943. Makariv a le statut de commune urbaine depuis 1956.
Lors de Invasion de l'Ukraine par la Russie en 2022, la ville devient un lieu d'intense combat. Le 21 mars 2022 l'armée ukrainienne annonce avoir chassé l'armée russe de la ville. Mais même après le 22 mars 2022, la ville semble toujours être contestée.

## Population
Recensements (*) ou estimations de la population :
| 1864  | 1897* | 1959* | 1970* | 1979* |
| ----- | ----- | ----- | ----- | ----- |
| 1 880 | 3 037 | 5 739 | 5 746 | 6 844 |

| 1989*  | 2001*  | 2011   | 2012   | 2013   |
| ------ | ------ | ------ | ------ | ------ |
| 12 072 | 12 042 | 10 369 | 10 362 | 10 148 |

| 2021  | - | - | - | - |
| ----- | - | - | - | - |
| 9 589 | - | - | - | - |

## Personnalité
- Dimitri de Rostov (1651-1709), reconnu saint par l'Église orthodoxe russe, y est né

## Transports
Au sud de Makariv passe la route M06 qui relie Kiev à Jytomyr.

## Culture
Le musée d'histoire locale, la maison de la culture du raïon. Parmi ce qui est classé au patrimoine ukrainien :

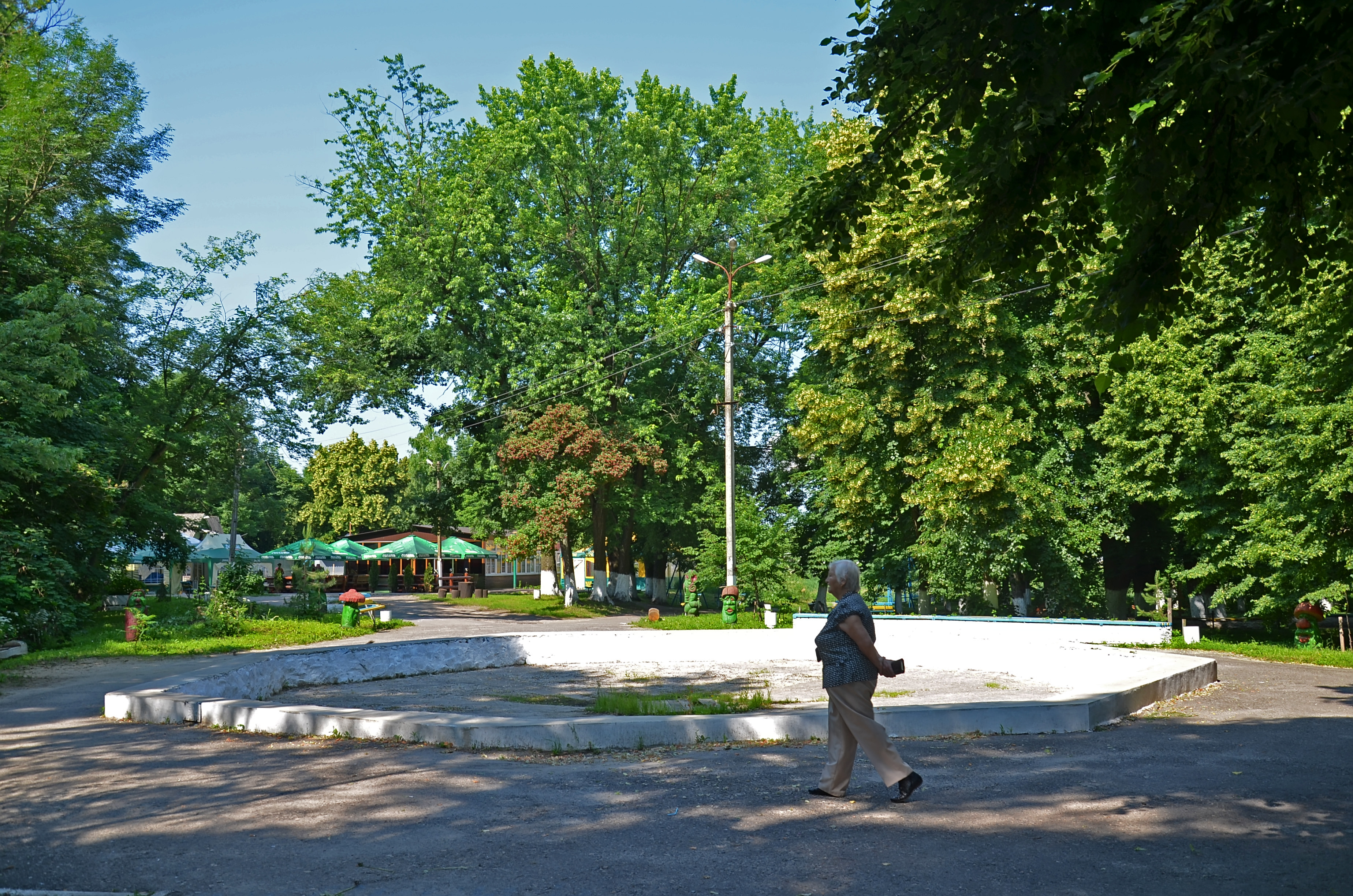
Campement cosaque classé[5],
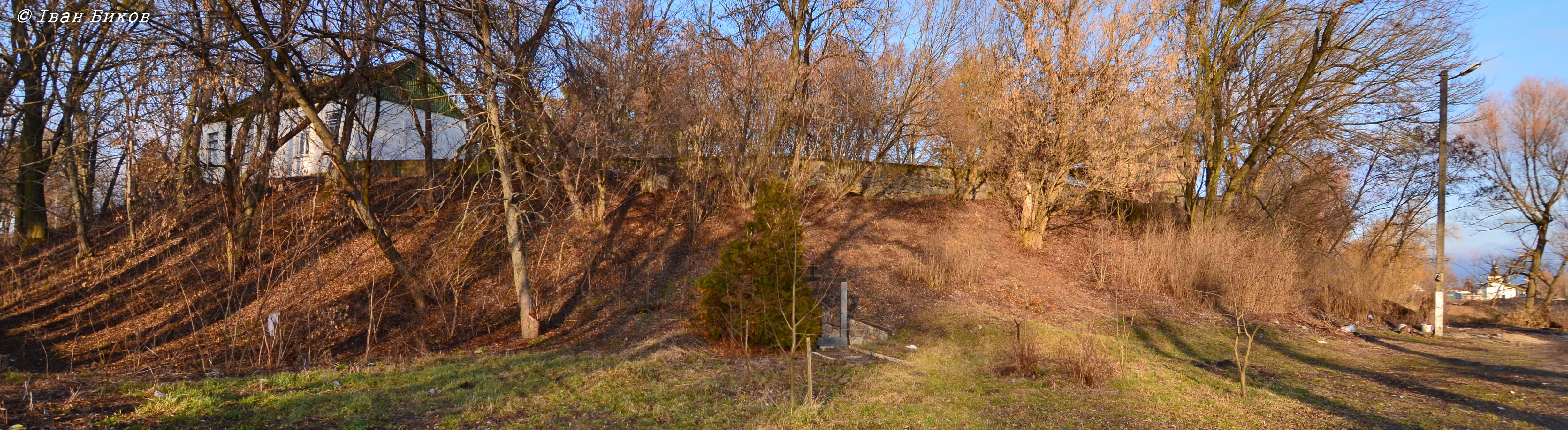
et colline fortifiée classé[6],
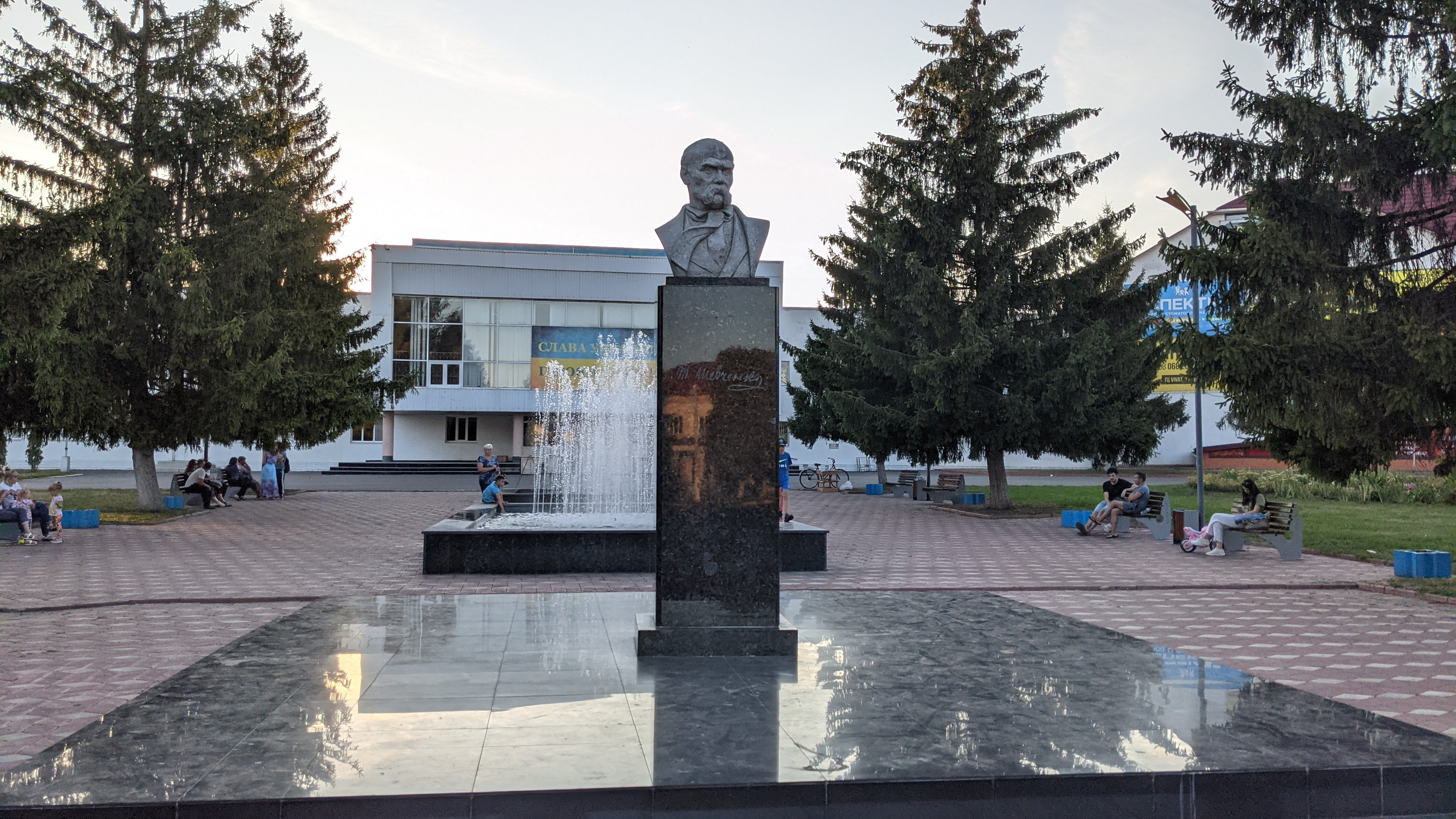
monument à Taras Chevchenko classé[7] devanc la maison de la culture,
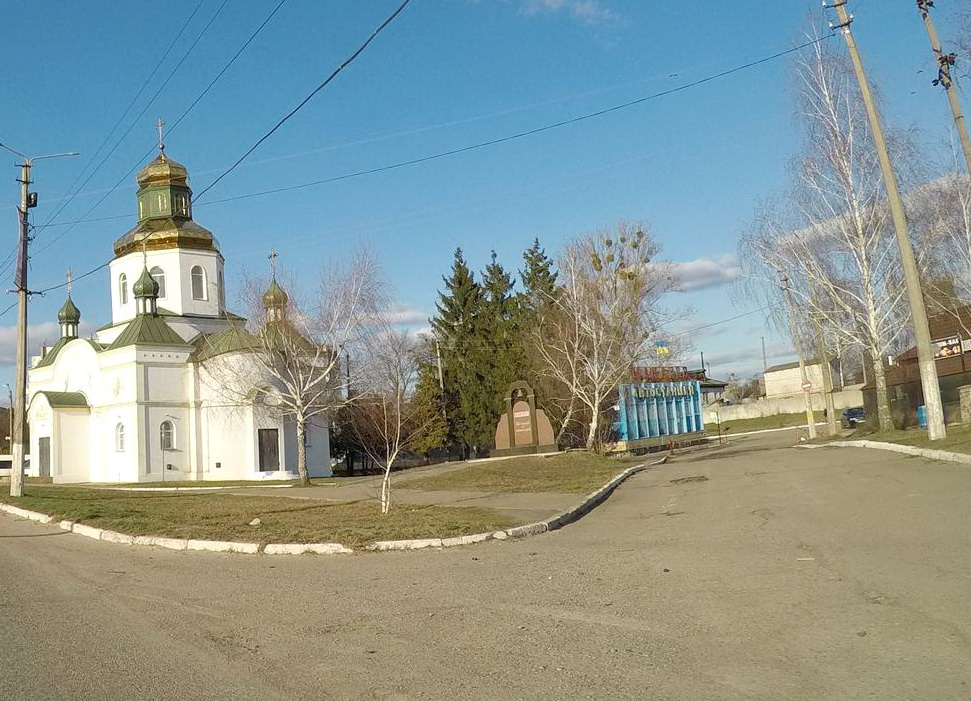
et aux victimes de l'Holodomor classé[8] face à l'église st Dimitri de Rostov.

L'église saint Dimitri de Rostov de Makariv.